# 2018년 동아시아컵 야구 대회
2018년 동아시아컵 야구 대회(영어: XII BFA Asia Baseball Cup 2018, 중국어 정체: 2018年第12屆亞洲盃東區賽)는 2018년 6월 24일부터 6월 28일까지 홍콩에서 개최된 국제 야구 대회이다. 2019년 아시아 야구 선수권 대회의 예선전을 겸하며, 이 대회에서 상위 두 팀이 진출하게 된다. 리그전 형식으로 총 10경기가 치러졌으며, 모든 경기는 사이초완 야구장에서 진행되었다. 이 대회에서 필리핀이 우승, 태국이 준우승을 차지하였으나, 동아시아컵 개최국인 홍콩에 우선권이 주어져 태국 대신 홍콩이 본선에 진출하게 되었다. 

## 참가국
- 홍콩 (개최국, 26)
- 필리핀 (34)
- 태국 (35)
- 인도네시아 (48)
- 싱가포르 (66)

괄호 안의 숫자는 2018년 6월 23일 기준 WBSC 랭킹에 해당한다.

### 경기 결과
| 팀         | 승 | 패 | 승률  | 게임차 | 득점 | 실점 | 승자승 |
| ---------- | -- | -- | ----- | ------ | ---- | ---- | ------ |
| 필리핀     | 4  | 0  | 1.000 | —      | 34   | 14   |        |
| 태국       | 3  | 1  | .750  | 1      | 41   | 19   |        |
| 홍콩       | 2  | 2  | .500  | 2      | 35   | 20   |        |
| 인도네시아 | 1  | 3  | .250  | 3      | 20   | 27   |        |
| 싱가포르   | 0  | 4  | .000  | 4      | 4    | 54   |        |

| 날짜     | 시간  | 원정팀     | 점수 | 홈팀       | 이닝 | 경기장          | 경기 시간 | 관중 수 | 박스스코어 |
| -------- | ----- | ---------- | ---- | ---------- | ---- | --------------- | --------- | ------- | ---------- |
| 6월 24일 | 10:20 | 홍콩       | 14–2 | 싱가포르   |      | 사이초완 야구장 | 3:44      | 300     | 박스스코어 |
| 6월 24일 | 14:40 | 태국       | 9–5  | 인도네시아 |      | 사이초완 야구장 | 3:03      | 300     | 박스스코어 |
| 6월 25일 | 10:00 | 태국       | 6–10 | 필리핀     |      | 사이초완 야구장 | 3:06      | 250     | 박스스코어 |
| 6월 25일 | 14:00 | 인도네시아 | 2–12 | 홍콩       | 8    | 사이초완 야구장 | 2:25      | 250     | 박스스코어 |
| 6월 26일 | 10:00 | 홍콩       | 4–9  | 태국       |      | 사이초완 야구장 | 2:45      | 250     | 박스스코어 |
| 6월 26일 | 14:00 | 필리핀     | 12–1 | 싱가포르   | 7    | 사이초완 야구장 | 2:25      | 250     | 박스스코어 |
| 6월 27일 | 10:00 | 인도네시아 | 2–5  | 필리핀     |      | 사이초완 야구장 |           |         | 박스스코어 |
| 6월 27일 | 14:00 | 싱가포르   | 0–17 | 태국       | 5    | 사이초완 야구장 | 1:45      |         | 박스스코어 |
| 6월 28일 | 10:08 | 싱가포르   | 1–11 | 인도네시아 | 7    | 사이초완 야구장 | 2:22      | 250     | 박스스코어 |
| 6월 28일 | 14:00 | 필리핀     | 7–5  | 홍콩       |      | 사이초완 야구장 | 3:09      | 350     | 박스스코어 |

### 최종 순위
|  | 아시아 야구 선수권 대회 진출 |

| 순위 | 팀         |
| ---- | ---------- |
| 1    | 필리핀     |
| 2    | 태국       |
| 3    | 홍콩       |
| 4    | 인도네시아 |
| 5    | 싱가포르   |

| 2018년 동아시아컵 야구 대회 |
| --------------------------- |
| 필리핀 5번째 우승           |